# Filicivora chilensis
Filicivora chilensis is een keversoort uit de familie boomzwamkevers (Mycetophagidae). De wetenschappelijke naam van de soort werd in 1864 gepubliceerd door Rodolfo Amando Philippi & Philippi.